# Piptochaetium tovarii
Piptochaetium tovarii är en gräsart som beskrevs av Sánchez Vega. Piptochaetium tovarii ingår i släktet Piptochaetium och familjen gräs. Inga underarter finns listade i Catalogue of Life.